# Жизнь и труд
Жизнь и труд — коммуна толстовцев, существовавшая в 1921—1939 годах.

## История
Сельскохозяйственную коммуну организовал в 1921 году 20-летний Борис Мазурин, товарищ близкого друга Льва Толстого Владимира Черткова. Она была создана в бывшем помещичьем имении Шестаковка вблизи села Тропарёво рядом с Москвой. В ней жили менее 20 человек. Коммунары построили большой дом с водяным отоплением, общей кухней, столовой и жилыми комнатами. Питание, жилье, освещение и отопление были общими и бесплатными, а на одежду и обувь каждому давалось 25 рублей ежемесячно. 
В эту коммуну входили два энтузиаста языка АО, придуманного Вольфом Гординым, Ефим Сержанов и Макс Швильпье. Вот как вспоминает о них Борис Мазурин: «Называли они себя по-русски: всеизобретатели. Они мечтали создавать искусственные солнца, устроить межпланетные сообщения. Они хотели сделать жизнь человека вечной. У них был на Тверской улице был свой клуб... В коллективной, трудовой жизни это были незаменимые люди трудолюбивые, сметливые, общественные и всегда веселые. Табаку, водки, ругани, разврата они не допускали, что при их вегетарианстве, и антимилитаризме, и отрицании государства создало почву для близости с нами, толстовцами, в практической жизни. Сельское хозяйство они любили, но оно поглощало все время без остатка, а им хотелось работать в своем направлении, и, кажется, в конце 1923 г. они выбыли из коммуны.». 
Но когда в 1930 году началась коллективизация, местные власти стали преследовать коммунаров. Райисполком Кунцевского района вынес постановление о роспуске коммуны и передаче всего имущества и хозяйства группе крестьян из села Тропарёво. Это постановление после жалобы коммунаров было отменено, однако коммунары решили переселиться на новое место. 28 февраля 1930 года Президиум ВЦИК РСФСР принял постановление, которым разрешил коммунарам переселение в Казахстан или Западную Сибирь. 
Коммунары продали своё хозяйство психиатрической больнице имени Кащенко и отправились под Новокузнецк, где им выделили землю на месте нынешнего поселка Абашево. К ним присоединились члены общины Всемирное братство из под Сталинграда, а также крестьяне-субботники с Урала. К осени 1931 года в коммуне было более 500 человек. 
Основной доход коммуне давало овощеводство, коммунары снабжали овощами, картошкой и хлебом Кузнецкстрой. Но местные власти включили коммуну в общий план налогов и обязательных поставок, предъявляли непосильные планы, из 13 дойных коров забрали семь.
Коммунары создали свою школу, где их детей учили не по государственным программам, а по собственным.
Но в 1934 году Сталинский городской совет принял постановление, согласно которому школа коммуны должна была работать по государственной программе. Данное требование толстовцы проигнорировали, после чего в 1935 году двух их учителей привлекли к суду по обвинению в преподавании в школе религиозных предметов, а в 1936 году школа была закрыта.
В 1936 году начались аресты коммунаров по обвинению в контрреволюционной деятельности. С 1936 года по 1940 год было репрессировано 65 коммунаров, 24 из них были расстреляны и погибли в лагерях. 
С 1 января 1939 года постановлением Кузнецкого райисполкома коммуна «Жизнь и труд» была переведена на устав сельхозартели и после перераспределения имущества прекратила свое существование. 
В 1949 году уцелевшие коммунары основали на новом месте поселок Тальжино, где существовал «толстовский» колхоз, который в 1957 году преобразовали в совхоз.